# La Couronne
La Couronne – miejscowość i gmina we Francji, w regionie Nowa Akwitania, w departamencie Charente.
Według danych na rok 1990 gminę zamieszkiwało 6295 osób, a gęstość zaludnienia wynosiła 218 osób/km² (wśród 1467 gmin regionu Poitou-Charentes La Couronne plasuje się na 25. miejscu pod względem liczby ludności, natomiast pod względem powierzchni na miejscu 188.).